# Hans Widmann (Historiker)
Hans Widmann (* 11. März 1847 in Bozen; † 25. Oktober 1928 in Salzburg) war ein österreichischer Historiker, dessen dreibändige Geschichte Salzburgs lange Jahre ein Standardwerk der Landesgeschichtsschreibung war.

## Leben
Widmann verbrachte seine Jugend in Bozen und besuchte dort das Franziskanergymnasium. 1867 begann er an der Universität Innsbruck Geschichte, Geographie und Deutsch zu studieren, zu seinen Lehrern gehörten dort Julius Ficker, Alfons Huber und Ignaz Zingerle. Bereits 1868 wurden erste Arbeiten von ihm zu historischen Themen publiziert. In den Jahren 1871 und 1872 erhielt er die Lehrbefähigung für Geschichte, Geographie und Deutsch, 1872 erfolgte auch seine Promotion zum Doktor der Philosophie. Im selben Jahr erhielt Widmann seine erste feste Anstellung als Lehrer, zunächst in Görz (Gorizia), ab 1874 dann in Steyr. Da er politisch liberale Ansichten vertrat, waren Kontroversen mit klerikalen und konservativen Kreisen eine Konstante in seiner beruflichen Laufbahn. 1882 heiratete er Maria von Mathes, mit der er zwei Söhne (Karl und Walter) und eine Tochter (Lilly) hatte. 1887 wurde er nach Brünn versetzt, 1888 konnte er auf eigenen Wunsch hin zum Staatsgymnasium in Salzburg wechseln.
In Salzburg veröffentlichte Widmann neben seinen wissenschaftlichen Beiträgen auch zahlreiche Zeitungsartikel zu geschichtlichen Themen, die sich an ein breites Lesepublikum wandten. Er betätigte sich aber auch als Literaturkritiker, der sich insbesondere für moderne Autoren einsetzte. Seine Arbeiten, die er auch in Vorträgen vorstellte, wurden häufig im Salzburger Volksblatt gedruckt. Von 1902 bis 1910 redigierte er die Mitteilungen der Gesellschaft für Salzburger Landeskunde, deren Ehrenmitglied er anschließend wurde. 1903 wurde er auf eigenen Wunsch hin in den Ruhestand versetzt. In der Folge konnte er nach mehreren Vorarbeiten sein umfassendstes Werk in Angriff nehmen: 1907 erschien der erste Band seiner Geschichte Salzburgs (bis zum Jahr 1270), 1909 der zweite (bis 1519) und 1914 der dritte (bis 1805). Widmanns Bücher blieben für die folgenden Jahrzehnte das Standardwerk zur Salzburger Landesgeschichte. Abgelöst wurden sie erst durch die Herausgabe der achtbändigen Geschichte Salzburgs – Stadt und Land von 1981 bis 1991 durch Heinz Dopsch und Hans Spatzenegger. Dopsch vermerkte allerdings noch in seinem Vorwort, Widmanns Darstellungen des Spätmittelalters, wo er sich auf Vorarbeiten seines Schülers Franz Martin stützen konnte, und der Frühen Neuzeit hätten kaum an Wert verloren.
Die Zeit des Ersten Weltkriegs war für Widmann mit persönlichen Schicksalsschlägen verbunden: Seinen Sohn Karl verlor er 1915 in einer der Isonzoschlachten, 1918 starb auch seine Tochter Lilly. 1921 war er durch Probleme bei der Lebensmittelversorgung gezwungen, seine Bibliothek in Salzburg zurückzulassen und nach Henndorf am Wallersee zu übersiedeln. 1922 wurde ihm der Titel Regierungsrat zuerkannt, 1926 konnte er nach Salzburg zurückkehren. Im selben Jahr wurde auch seine letzte, kleinere Arbeit veröffentlicht.
Von Altersschwäche gezeichnet starb Widmann 1928. Seine Bibliothek wurde zu Teilen dem Museum Carolino Augusteum übergeben, in dessen Verwaltungsrat er eine Zeit lang tätig gewesen war, zu Teilen der k.k. Studienbibliothek, die in der Universitätsbibliothek Salzburg aufgegangen ist.

## Publikationen (Auswahl)
Monographien
- Zur Geschichte und Literatur des Meistergesanges in Oberösterreich. Mit Benützung bisher unedierter Handschriften (= Jahres-Bericht der k.k. Staats-Ober-Realschule in Steyr. Band 15). Pichler, Wien/Leipzig 1885, S. 1–44 (Digitalisat der Bayerischen Staatsbibliothek München).
- Geschichte Salzburgs – Erster Band (Bis 1270), Gotha 1907.
- Geschichte Salzburgs – Zweiter Band (Von 1270 bis 1519), Gotha 1909.
- Geschichte Salzburgs – Dritter Band (Von 1519 bis 1805), Gotha 1914.

Zeitschriftenartikel
- Urkunden und Regesten des Benedictinerinnen-Stiftes Nonnberg in Salzburg. Nach den Abschriften Adam Doppler's, f. e. Consistorial-Rathes. In: Mitteilungen der Gesellschaft für Salzburger Landeskunde.[1]
  - Band 35, 1895, S. 1–34 (I–L, zobodat.at [PDF]).
  - Band 36, 1896, S. 1–43 (L–C, zobodat.at [PDF]).
  - Band 36, 1896, S. 253–283 (CI–CL, zobodat.at [PDF]).
  - Band 37, 1897, S. 185–228 (CLI–CCL, zobodat.at [PDF]).
  - Band 38, 1898, S. 2 (CCLI–CCCC, zobodat.at [PDF]).
  - Band 39, 1899, S. 111–149 (CCCCI–CCCCXCIX, zobodat.at [PDF]).
  - Band 40, 1900, S. 249–264 (D–DXXXIV, zobodat.at [PDF]).
  - Band 41, 1901, S. 45–70 (DXXXV–DC, zobodat.at [PDF]).
  - Band 42, 1902, S. 69–120 (DCI–DCCLXXIII, zobodat.at [PDF]).
- Vor hundert Jahren! Zeitgenössische Berichte über Ereignisse im Jahre 1809 in Stadt und Land Salzburg. In: Mitteilungen der Gesellschaft für Salzburger Landeskunde. Jahrgang 49, Salzburg 1909, S. 1–86 (zobodat.at [PDF]).
- Ein halbes Jahrhundert Gesellschaft für Salzburger Landeskunde 1860–1910. In: Mitteilungen der Gesellschaft für Salzburger Landeskunde. Jahrgang 50, 1910, S. VII–XXXVI (DXXXV–DC, zobodat.at [PDF]).